# Tensocorrosione
Per tensocorrosione (in inglese Stress Corrosion Cracking, SCC) si intende un fenomeno di degrado di un materiale dovuto all'azione combinata di corrosione e applicazione di un carico costante. Spesso conduce a rottura improvvisa e inaspettata di materiali metallici normalmente duttili sottoposti a stress in ambiente corrosivo, specialmente a temperature elevate. La velocità di propagazione della frattura è notevole proprio a causa dell'azione combinata dei due fattori.
Lo stress può essere causato da concentrazioni di tensione in zone particolarmente critiche, come bordi di fori o spigoli non sufficientemente raccordati (si parla in tal caso di "effetto intaglio"), oppure da residui di tensione dovuti alla fabbricazione (ad esempio dopo una lavorazione a freddo). L'ultima circostanza può essere ovviata da opportuni trattamenti termici di ricottura.

## Metalli sensibili alla tensocorrosione
Alcuni acciai inossidabili austenitici e leghe di alluminio sono sensibili alla tensocorrosione in presenza di cloro, acciai duttili in presenza di alcali e nitrati e carbonati e bicarbonati, leghe di rame in soluzioni ammoniacali, e molti metalli soffrono di questo problema quando in contatto o ricoperti da metalli liquidi vicino al loro punto di fusione (mercurio, gallio e cadmio ad alte temperature).
Per questi motivi l'utilizzo di acciai inossidabili per la fabbricazione di contenitori d'acqua, se essa contiene anche poche parti per milione di cloro, è limitato a temperature inferiori ai 50 °C (sotto questa temperatura gli acciai inox austenitici non danno tensocorrosione anche se in presenza di cloroioni).
Ancora più importante è da considerarsi la modalità di rottura di elementi in acciai ad alta resistenza in presenza di tensocorrosione. Essi infatti si comportano in maniera molto fragile in una gran varietà di ambienti acquosi, specialmente contenenti cloro. I metalli detti in queste condizioni presentano propagazione della cricca in zona subcritica: la cricca propaga nonostante ci si trovi ben al di sotto del KIc, come mostra la seguente tabella
| Lega       | KIc MN/m3/2 | ambiente          | KIscc MN/m3/2 |
| ---------- | ----------- | ----------------- | ------------- |
| 13Cr steel | 60          | 3% NaCl           | 12            |
| 18Cr-8Ni   | 200         | 42% MgCl2         | 10            |
| Cu-30Zn    | 200         | NH4OH, pH7        | 1             |
| Al-3Mg-7Zn | 25          | Alogenuri acquosi | 5             |
| Ti-6Al-1V  | 60          | 0.6M KCl          | 20            |

## Crescita della frattura
La natura subcritica della propagazione della frattura può essere attribuita all'energia chimica rilasciata nell'atto della propagazione, cioè:
energia elastica rilasciata + energia chimica = energia di superficie + energia di deformazione
La propagazione della frattura inizia ad un KIscc minore del KIc calcolato in assenza di fenomeni corrosivi, e quindi prosegue ad un tasso di crescita governato dal processo più lento di danneggiamento, fra corrosione e sollecitazione meccanica, che nella maggior parte dei casi è il tempo necessario agli ioni per diffondere fino all'apice della frattura. Dunque, con l'avanzare della cricca, il K, calcolato con la lunghezza della cricca stessa, aumenta fino a raggiungere il K di propagazione KIc, e a questo punto si ha una rottura di tipo fragile, dunque improvvisa. La tensocorrosione è insidiosa proprio per questa sua natura imprevedibile. Gli acciai inox, ad esempio, sono impiegati a causa della capacità di "passivare", ovvero di generare uno strato di ossido protettivo sulla superficie che li rende praticamente inerti rispetto all'ambiente esterno. Eppure proprio questa loro caratteristica li rende sensibili a tensocorrosione, a seguito di un danneggiamento dello strato di ossido protettivo, e del susseguente fenomeno di degrado fino alla rottura, mentre il resto del materiale è completamente integro.

## Incidenti famosi dovuti a tensocorrosione

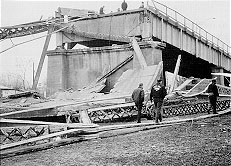
Il crollo del Silver Bridge del 1967.

Fenomeni tensocorrosivi hanno causato il catastrofico collasso del Silver Bridge nel dicembre del 1967, quando una trave di sospensione dei cavi cedette, causando il collasso dell'intera struttura in meno di un minuto, uccidendo 46 persone che transitavano con i loro veicoli sul ponte in quel momento. I collegamenti delle travi erano affetti da fenomeni tensocorrosivi, che divennero decisivi con l'introduzione di un carico termico dovuto alla bassa temperatura. Inoltre, la rottura fu favorita dall'alto livello di tensioni residue nella struttura. Questo disastro condusse ad un'analisi approfondita dello stato dei ponti in tutti gli Stati Uniti.